# Municipio de Omitlán de Juárez
El municipio de Omitlán de Juárez es uno de los ochenta y cuatro municipios que conforman el estado de Hidalgo, México. La cabecera municipal es la localidad de Omitlán y la localidad más poblada es San Antonio el Paso.
El municipio se localiza al centro del territorio hidalguense entre los paralelos 20° 6′ y 20° 16′ de latitud norte; los meridianos 98° 33′ y 98° 41′ de longitud oeste; con una altitud entre 2000 y 2900 m s. n. m. Este municipio cuenta con una superficie de 79.70 km², y representa el 0.38 % de la superficie del estado; dentro de la región geográfica denominada como Comarca Minera.
Colinda al norte con los municipios de Mineral del Chico, Atotonilco el Grande y Huasca de Ocampo; al este con el municipio de Huasca de Ocampo; al sur con los municipios de Singuilucan, Epazoyucan y Mineral del Monte; al oeste con los municipios de Mineral del Monte y Mineral del Chico.

## Toponimia
El nombre de Omitlán en lengua náhuatl significa Ome ‘dos’ y tlan ‘lugar’, por lo que se comprende que significa ‘Lugar de dos’. El apellido de Juárez se le dio por el expresidente de México, Benito Juárez García.

## Geografía

### Relieve e hidrología
En cuanto a fisiografía se encuentra dentro de la provincia del Eje Neovolcánico; dentro de la subprovincia de Llanuras y Sierras de Querétaro e Hidalgo. Su territorio es sierra (81.0 %) y llanura (19.0 %). Destacan los cerros conocidos como cerro Gordo, cerro del Gallo y Peña del Zumate.
En cuanto a su geología corresponde al periodo neógeno (98.23%). Con rocas tipo ígnea extrusiva: andesita brecha volcánica intermedia (53.23%), toba ácida (27.0%), toba ácida brecha volcánica ácida (7.0%) y basalto (11.0%). En cuanto a edafología el suelo dominante es phaeozem (72.23%), luvisol (17.0%) y regosol (9.0%).
En lo que respecta a la hidrología se encuentra posicionado en la región hidrológica del Pánuco; en las cuencas del río Moctezuma; dentro de las subcuenca del río Amajac (51.0 %) y río Metztitlán (49.0 %).  Posee los ríos: Amajac y Bandola, este último desemboca en la presa de Los Ángeles. Cuenta condos cuerpos de agua.

### Clima
El territorio municipal se encuentran los siguientes climas con su respectivo porcentaje: Templado subhúmedo con lluvias en verano, más humedad (92.0%) y semifrío subhúmedo con lluvias en verano, más húmedo (8.0%). Con una temperatura media anual de 14 °C y una precipitación pluvial anual de 700 a 1200 milímetros.

### Ecología
La flora en el municipio se encuentra conformada por árboles de encino, nopal, oyamel, fresno, pino, nogal, quebrancha, tepozán, madroño, además de árboles como durazno, pera, ciruela, zarzamora, manzana, etc. La fauna se comprende animales como, zorro, cuervo, ardilla, tuza, víbora de cascabel, onza yuna gran variedad de aves cantoras, así como insectos y arácnidos de distintas especies.

## Demografía

### Población
De acuerdo a los resultados que presentó el Censo Población y Vivienda 2020 del INEGI, el municipio cuenta con un total de 9295 habitantes, siendo 4422 hombres y 4873 mujeres. Tiene una densidad de 116.6 hab/km², la mitad de la población tiene 29 años o menos, existen 90 hombres por cada 100 mujeres.
El porcentaje de población que habla lengua indígena es de 0.31 %, y el porcentaje de población que se considera afromexicana o afrodescendiente es de 0.22 %. Tiene una Tasa de alfabetización de 99.4 % en la población de 15 a 24 años, de 92.1 % en la población de 25 años y más. El porcentaje de población según nivel de escolaridad, es de 5.5 % sin escolaridad, el 65.2 % con educación básica, el 20.5 % con educación media superior, el 8.7 % con educación superior, y 0.1 % no especificado.
El porcentaje de población afiliada a servicios de salud es de 62.3 %. El 27.3 % se encuentra afiliada al IMSS, el 66.2 % al INSABI, el 5.8 % al ISSSTE, 0.4 % IMSS Bienestar, 0.1 % a las dependencias de salud de PEMEX, Defensa o Marina, 1.1 % a una institución privada, y el 0.1 % a otra institución. El porcentaje de población con alguna discapacidad es de 5.1 %. El porcentaje de población según situación conyugal, el 30.2 % se encuentra casada, el 31.9 % soltera, el 26.4 % en unión libre, el 5.0 % separada, el 1.2 % divorciada, el 5.3 % viuda.
Para 2020, el total de viviendas particulares habitadas es de 2506 viviendas, representa el 0.3 % del total estatal. Con un promedio de ocupantes por vivienda 3.2 personas. Predominan las viviendas con tabique y block. En el municipio para el año 2020, el servicio de energía eléctrica abarca una cobertura del 99.4 %; el servicio de agua entubada un 52.1 %; el servicio de drenaje cubre un 89.7 %; y el servicio sanitario un 91.9 %.

### Localidades
Para el año 2020, de acuerdo al Catálogo de Localidades, el municipio cuenta con 32 localidades.
| Código INEGI | Localidad                  | Población (2020) | Porcentaje (%) | Ámbito Población | Categoría Población |
| ------------ | -------------------------- | ---------------- | -------------- | ---------------- | ------------------- |
| 130450022    | San Antonio el Paso        | 1260             | 13.56          | Rural            | Comunidad           |
| 130450001    | Omitlán de Juárez          | 1050             | 11.30          | Urbana           | Cabecera municipal  |
| 130450029    | Venta de Guadalupe         | 848              | 9.12           | Rural            | Comunidad           |
| 130450028    | Velasco                    | 553              | 5.95           | Rural            | Comunidad           |
| 130450019    | Puentecillas               | 452              | 4.86           | Rural            | Ranchería           |
| 130450021    | Rincón Chico               | 433              | 4.66           | Rural            | Ranchería           |
| 130450020    | Ignacio López Rayón        | 375              | 4.03           | Rural            | Ranchería           |
| 130450011    | Cruz de Omitlán            | 363              | 3.91           | Rural            | Ranchería           |
| 130450030    | El Mirador (La Coyotera)   | 332              | 3.57           | Rural            | Ranchería           |
| 130450018    | El Perico                  | 316              | 3.40           | Rural            | Ranchería           |
| 130450009    | El Comanche                | 287              | 3.09           | Rural            | Ranchería           |
| 130450012    | Vicente Guerrero           | 281              | 3.02           | Rural            | Ranchería           |
| 130450016    | Morelos                    | 253              | 2.72           | Rural            | Ranchería           |
| 130450043    | Los Tapancos               | 251              | 2.70           | Rural            | Ranchería           |
| 130450023    | Santa Elena                | 234              | 2.52           | Rural            | Ranchería           |
| 130450027    | Tres Cañadas               | 233              | 2.51           | Rural            | Ranchería           |
| 130450015    | Mixquiapan                 | 215              | 2.31           | Rural            | Ranchería           |
| 130450006    | Cerro Gordo                | 185              | 1.99           | Rural            | Ranchería           |
| 130450014    | Manuel Teniente (El Llano) | 185              | 1.99           | Rural            | Ranchería           |
| 130450035    | El Crucero de Huasca       | 180              | 1.94           | Rural            | Ranchería           |
| 130450010    | Cruz de Mujer              | 162              | 1.74           | Rural            | Ranchería           |
| 130450005    | El Capulín                 | 122              | 1.31           | Rural            | Ranchería           |
| 130450013    | Lagunilla                  | 121              | 1.30           | Rural            | Ranchería           |
| 130450032    | Cuchilalpan                | 117              | 1.26           | Rural            | Ranchería           |
| 130450039    | El Resbalón                | 107              | 1.15           | Rural            | Ranchería           |
| 130450026    | El Tejocote                | 102              | 1.10           | Rural            | Ranchería           |
| 130450002    | Agua Fría                  | 101              | 1.09           | Rural            | Ranchería           |
| 130450031    | Las Palomas                | 65               | 0.70           | Rural            | Ranchería           |
| 130450008    | Ciénega Grande             | 49               | 0.53           | Rural            | Ranchería           |
| 130450041    | El Manzano                 | 39               | 0.42           | Rural            | Ranchería           |
| 130450007    | Ciénega Chica              | 15               | 0.16           | Rural            | Ranchería           |
| 130450040    | Agua Escondida             | 9                | 0.10           | Rural            | Ranchería           |

## Política
Se erigió como municipio el 8 de agosto de 1865. El Ayuntamiento está compuesto por: un presidente municipal, un síndico, ocho regidores, cuatro comisiones, veinticuatro delegados municipales y, cinco comisariados ejidales. De acuerdo al Instituto Nacional electoral (INE) el municipio está integrado por diez secciones electorales, de la a 0812 a la 0821. Para la elección de diputados federales a la Cámara de Diputados de México y diputados locales al Congreso de Hidalgo, se encuentra integrado al distrito electoral federal 3 de Hidalgo y al distrito electoral local 9 de Hidalgo. A nivel estatal administrativo pertenece a la Macrorregión I y a la Microrregión V, además de a la Región Operativa I Pachuca.

### Cronología de presidentes municipales
| Periodo                  | Nombre                                 | Afiliación política        |
| ------------------------ | -------------------------------------- | -------------------------- |
| 1964-1967                | David Manning Esquivel                 | -                          |
| 1967-1970                | Rubén López Cerón                      | -                          |
| 1970-1973                | J. Félix Melgarejo Anaya               | -                          |
| 1973-1976                | Alberto Rivera Vázquez                 | -                          |
| 1976-1979                | José A. Vivar Sánchez                  | -                          |
| 1979-1982                | José Manning Bustamante                | -                          |
| 1982-1985                | José de Jesús Rogelio Melgarejo Amador | -                          |
| 1985-1988                | Jorge Alvarado Arista                  | -                          |
| 1988-1991                | José Calderón Mancilla                 | -                          |
| 1991-1994                | Carolina Patricia Borbolla Calderón    | -                          |
| 16/01/1994 al 15/01/1997 | Fermín Laurel Cabrera Arista           | PRI                        |
| 16/01/1997 al 15/01/2000 | Irais García Samperio                  | PRI                        |
| 16/01/2000 al 15/01/2003 | José Calderón Mancilla                 | PRI                        |
| 16/01/2003 al 15/01/2006 | José Antonio Pérez Anaya               | PAN                        |
| 16/01/2006 al 15/01/2009 | José Luis Ordaz Ríos                   | PAN                        |
| 16/01/2009 al 15/01/2012 | Gerardo Manuel Arcega Domínguez        | Mas x Hidalgo              |
| 16/01/2012 al 04/09/2016 | Juan Carlos Zarco Cruz                 | Juntos por Hidalgo         |
| 05/09/2016 al 18/01/2017 | Rubén Martín López García              | Concejo municipal Interino |
| 19/02/2017 al 04/09/2020 | Ulises Hernández Vázquez               | PRI                        |
| 05/09/2020 al 14/12/2020 | Juan Carlos Zarco Cruz                 | Concejo municipal Interino |
| 15/12/2020 al 04/09/2024 | Jorge Martín Borbolla Calderón         | PRI                        |
| 05/09/2024 al 04/09/2027 | Martha Belem Oliver González           | Morena                     |

## Economía
En 2015 el municipio presenta un IDH de 0.701 Alto, por lo que ocupa el lugar 45.º a nivel estatal; y en 2005 presentó un PIB de $326,367,496.00 pesos mexicanos, y un PIB per cápita de $43,348.00 (precios corrientes de 2005).
De acuerdo con el Consejo Nacional de Evaluación de la Política de Desarrollo Social (Coneval), el municipio registra un Índice de Marginación Medio. El 47.5% de la población se encuentra en pobreza moderada y 15.1% se encuentra en pobreza extrema. En 2015, el municipio ocupó el lugar 43 de 84 municipios en la escala estatal de rezago social.
A datos de 2015, en materia de agricultura en este municipio es mayormente de maíz grano y avena forrajera, y aunque en menor proporción se siembra manzana, durazno y cebada grano. En ganadería la mayoría de producción ganadera es ovino y aves de corral y en menor proporción el ganado caprino.
Para 2015 existen 113 unidades económicas, que generaban empleos para 146 personas. En lo que respecta al comercio, se cuenta con dos tianguis, siete tiendas Diconsa, y una tienda Liconsa; además de un mercado municipal, y un rastro municipal. De acuerdo con cifras al año 2015 presentadas en los censos económicos del INEGI, la Población Económicamente Activa (PEA) del municipio asciende a 3280 de las cuales 3098 se encuentran ocupadas y 182 se encuentran desocupadas. El 16.30% pertenece al sector primario, el 33.63% pertenece al sector secundario, el 49.80% pertenece al sector terciario y 0.27% no especificaron.